# Andersonia (vis)
Andersonia is een monotypisch geslacht van straalvinnige vissen uit de familie van de kuilwangmeervallen (Amphiliidae).

## Soort
- Andersonia leptura Boulenger, 1900